# Skauch
Skauch is het tweede ep van de Zweedse punkband Millencolin. Vier van de zes nummers zijn covers van een al bestaand nummer. Alle nummers, behalve The Einstein Crew, zijn ook verschenen op de latere compilatie The Melancholy Collection.

## Nummers
1. "The Einstein Crew" - 3:07
2. "Yellow Dog" - 2:58
3. "Knowledge" - 1:31 (cover van Operation Ivy)
4. "A Whole Lot Less" - 1:55 (cover van Suc Society)
5. "Coolidge" - 2:24 (cover van Descendents)
6. "That's Up To Me" - 2:00 (cover van Scumback)

Nikola Šarčević · Mathias Färm · Fredrik Larzon · Erik Ohlsson
Albums en ep's: Use Your Nose · Skauch · Same Old Tunes · Life on a Plate · For Monkeys · Hi-8 Adventures Soundtrack · The Melancholy Collection · Pennybridge Pioneers · No Cigar · Millencolin/Midtown Split · Home from Home · Kingwood · Machine 15 · The Melancholy Connection · True Brew · SOS
Video's en dvd's: Millencolin and the Hi-8 Adventures